# Erwin Schwing
Erwin W. A. Schwing (* 1951 in Mudau) ist ein deutscher Bauingenieur und emeritierter Hochschulprofessor.

## Leben
Erwin W. A. Schwing wurde als Sohn des Tierarztes Erwin Schwing in Mudau im badischen Odenwald geboren. Nach dem Diplom als Bauingenieur an der Universität (TH) Karlsruhe im Jahre 1980 folgte eine kurze freiberufliche Tätigkeit in Indonesien sowie eine Angestelltentätigkeit in einem Ingenieurbüro. Von 1985 bis 1990 war Schwing an der Universität (TH) Karlsruhe angestellt und promovierte 1990 am Institut für Bodenmechanik und Felsmechanik zum Doktoringenieur (Dr.- Ing.).  Nach einer zweijährigen Beschäftigung als Geschäftsführer in einem Bauunternehmen folgte 1992 die Berufung zum Professor für Bodenmechanik/Erd- und Tunnelbau an die Fachhochschule Erfurt in Thüringen und ab 1998 dann die Berufung zum Professor für Grundbau an die Fachhochschule Karlsruhe. Ab 2000 bis zu seiner Emeritierung 2019 führte er die Fakultät für Architektur und Bauwesen als deren Dekan.
In Anerkennung seiner  akademischen und  wissenschaftlichen Tätigkeiten zwischen den Hochschulen wurde Schwing im Jahr 2015 in der georgischen Hauptstadt Tiflis von der Georgische Technische Universität der Ehrendoktor (Dr. h. c.) verliehen.